# Star Wars: X-Wing
Star Wars: X-Wing est un jeu vidéo de combat spatial développé par Totally Games et édité par LucasArts. Sorti en 1993 sur DOS, il constitue le premier opus d'une série de jeux dédiée au chasseur X-Wing.

## Trame
L'histoire se déroule parallèlement aux événements de Star Wars, épisode IV : Un nouvel espoir. Le joueur incarne un pilote de l'Alliance rebelle amené à combattre les forces de l'Empire galactique à bord de trois différents chasseurs : le X-Wing, le A-Wing, le Y-Wing.

## Accueil
- Aktueller Software Markt : 10/12[1]
- PC Player : 77 %[2]

## B-Wing
En 1993, le jeu connaît une extension permettant de piloter un B-Wing. Celle-ci est notée 76 % dans Tilt.